# NGC 4461
NGC 4461 (NGC 4443) je lećasta galaktika u zviježđu Djevici. Naknadno je utvrđeno da je NGC 4443 ista galaktika.
Spada u Markarianov lanac, skupinu od najmanje 7 vidljivih poredanih galaktika u skupu Djevici. 

## Vanjske poveznice
- (engl.) SEDS: NGC 4461
- (engl.) Revidirani Novi opći katalog
- (engl.) Izvangalaktička baza podataka NASA-e i IPAC-a
- (engl.) Astronomska baza podataka SIMBAD
- (engl.) VizieR